# 투피남바족
투피남바족(Tupinambá)은 오늘날의 브라질 영토에 거주하던 다양한 투피족 집단 중 하나이다. 포르투갈 식민 세력이 처음 접촉하던 당시 이들은 대서양림 지대 전역에 걸쳐 분포하고 있었다.
"투피남바"라는 말은 쓰임새가 모호하여 투피니킹족, 포티과라족 등등 투피어를 쓰는 다양한 집단을 가리키는 명칭으로도 쓰였다. 어떤 경우에는 상프란시스쿠강 우안(右岸)과 오늘날의 리우데자네이루주 및 상파울루주 지역에 거주하던 특정한 투피족만을 가리키는 의미로 쓰인다. 이들이 사용하던 언어는 오늘날까지 녜엥가투어의 형태로 전해지고 있다.
21세기에 투피남바족의 후손은 파라주와 바히아주 남부, 아라고아스주 올리벤사(Olivença) 등에서 발견된다. 올리벤사의 투피남바족은 2005년부터 원주민 영토 획득을 위해 자치권 운동을 시작하였다.

## 같이 보기
- 투피족
- 투피니킹족